# Théophile Fallon
Théophile Auguste Chislain (Theophile) Fallon (Namen, 21 april 1791 - Brussel, 4 juli 1872) was een Zuid-Nederlands politicus en lid van het Nationaal Congres.

## Levensloop
Fallon was de zoon van de Namenaar Louis Augustin Fallon en van Marie-Françoise Stienon. Zelf trouwde hij met Anastasie Dubois (° 1805) uit Bergen en vervolgens met een dochter van Léopold Zoude. Isidore Fallon was zijn broer.
Hij behaalde zijn diploma van licentiaat in de rechten en werd advocaat. In 1817 werd hij stadssecretaris van Namen en secretaris van de Kamer van Koophandel van deze stad. Kort daarop werd hij lid van de Provinciale Staten van de Nederlandse provincie Namen en in 1822 werd hij lid van de Tweede Kamer.
In 1830 werd hij verkozen tot lid van het Nationaal Congres. Hij zetelde slechts tot 17 januari 1831, nadat hij op 5 januari met 108 stemmen op 160 tot eerste Eerste Voorzitter van het pas opgerichte Rekenhof was benoemd. Op die korte tijd kwam hij enkele keren tussen in de discussies en stemde hij onder meer voor goedkeuring van de onafhankelijkheidsverklaring en voor de eeuwigdurende uitsluiting van de Nassaus.
Op 15 januari 1831 hield het Rekenhof zijn installatiezitting. Fallon bleef Eerste Voorzitter tot aan zijn dood. Dit veertig jaar lange voorzitterschap liet hem toe een sterke stempel te drukken op de statuten, werkmethodes en tradities van het Belgische Rekenhof.